# Peter Egelhaaf
Peter Egelhaaf (geboren 1938) ist ein deutscher Physiker.
Egelhaaf wurde 1968 an der Universität Tübingen promoviert (Untersuchungen zum Richtstrahlwert eines Gasentladungs-Strahlerszeugers). Er war Industriephysiker und Forschungsleiter bei der Robert Bosch GmbH.
2010 wurde er Ehrenmitglied der Deutschen Physikalischen Gesellschaft (DPG) für seine langjährige ehrenamtliche Tätigkeit als Industriephysiker und im Vorstand der DPG und als Mitglied (und ab 1994 Vorstand) des Beratenden Ausschusses der Industrie der DPG (BAI, heute AIW).
1998 bis 2002 war er Herausgeber des Physik Journals, des Hausblatts der DPG.